# Mutana
Mutana (em árabe: ذي قار; romaniz.: Dhī Qār) é uma das 19 províncias do Iraque. Possui 51 740 quilômetros quadrados e segundo censo de 2018, havia 814 371 habitantes. Sua capital fica em Samaua.